# Macugonalia redundans
Macugonalia redundans är en insektsart som beskrevs av Fowler 1899. Macugonalia redundans ingår i släktet Macugonalia och familjen dvärgstritar. Inga underarter finns listade i Catalogue of Life.